# Saranghaneun Eundong-a
Saranghaneun Eundong-a (사랑하는 은동아?), noto anche con il titolo internazionale This Is My Love, è un drama coreano trasmesso su JTBC dal 29 maggio al 18 luglio 2015.

## Trama
Dopo aver raggiunto l'apice del successo, l'attore Ji Eun-ho assume la scrittrice Seo Jung-eun per fargli da ghostwriter e redigere la sua autobiografia; al centro del nuovo libro è presente il sentimento per Eun-dong, ragazza che aveva conosciuto da adolescente e che era scomparsa all'improvviso. Passati oltre vent'anni, Eun-ho confessa a Jung-eun che il suo più grande desiderio sarebbe proprio incontrare il suo amore ancora una volta.